# (944) Hidalgo
(944) Hidalgo és un planeta menor que forma part dels centaures descobert per l'astrònom Wilhelm Heinrich Walter Baade en 1920 des de l'observatori d'Hamburg-Bergedorf, Bergedorf, Hamburg (Alemanya).
Porta el seu nom en honor del militar Miguel Hidalgo y Costilla (1753-1811).
S'estima que té un diàmetre de 38 km. La seva distància mínima d'intersecció de l'òrbita terrestre és d'1,14775 ua. El seu TJ és de 2,068.
Les observacions fotomètriques recollides d'aquest asteroide mostren un període de rotació de 10,06 hores, amb una variació de lluentor de 10,77 de magnitud absoluta.